# Idioma chiquitano
El chiquitano, chiquito o besɨro es una lengua indígena, originaria de los Llanos de Chiquitos y el Chaco boliviano y hablada actualmente por los chiquitanos en las provincias de Ñuflo de Chávez, Velasco, Sandoval, Busch, Ichilo y Chiquitos del departamento de Santa Cruz, Iténez del departamento de Beni y en algunos municipios brasileños.
Desde la promulgación del decreto supremo N.º 25894 el 11 de septiembre de 2000 el besiro es una de las lenguas indígenas oficiales de Bolivia, lo que fue incluido en la Constitución Política al ser promulgada el 7 de febrero de 2009.

## Aspectos históricos, sociales y culturales

### Uso y distribución
La evaluación del número de hablantes varía mucho de una fuente a otra; se estima que existen unos 20.000 hablantes competentes, aunque el grupo étnico chiquitano posee entre 47.000 y 60.000 individuos.
Si se basa en el mayor número, quedaría como la cuarta lengua indígena más hablada de Bolivia después del quechua sureño, el aimara y el chiriguano.

## Dialectología y variantes
Se distinguen tres grandes dialectos del chiquitano:
- el de las zonas de Concepción y Lomerío (Ñuflo de Chávez), San Rafael, Santa Ana y San José (Velasco);
- el de la zona de San Javierito (Velasco), y
- el de la zona de San Miguel (Velasco), que es el más diferenciado del resto.[8]

## Estudios y normalización
Se usa un alfabeto normalizado para su escritura y se han escrito gramáticas desde la época colonial, por ejemplo, existe una de 1993, escrita por Jesús Galeote.

## Clasificación
Considerada por algunos una lengua aislada, se la ha relacionado con la macrofamilia Ye.